# Harjot Oberoi
Harjot Oberoi ist ein Historiker und Südasienwissenschaftler. Er ist Professor für Sozial- und Religionsgeschichte Südasiens an der University of British Columbia und befasst sich insbesondere mit der Geschichte des Sikhismus im 19. und 20. Jahrhunderts.

## Leben und Wirken
Harjot Oberoi ist bekennender Sikh.
1976 schloss er seinen Bachelor of Arts mit Auszeichnung am St. Stephen’s College der University of Delhi ab. Am Center of Historical Studies an der Jawaharlal Nehru University erlangte er den Master of Arts und den Magister Philosophiae im Bereich Modern South Asian history. Seine Magisterarbeit schrieb er über Bhai Vir Singh.
1987 wurde ihm für seine Dissertation am Centre for Asian Studies an der Australian National University der J. G. Crawford Prize verliehen. Im gleichen Jahr wurde er auf den von der Federation of Sikh Societies of Canada initiierten und geförderten, neu eingerichteten Lehrstuhl für Punjabi- und Sikh-Studien an der University of British Columbia in Vancouver berufen.
1994 erschien sein Buch The Construction of Religious Boundaries: Culture, Identity, and Diversity in the Sikh Tradition. Das Buch verursachte eine beachtliche Kontroverse in der Sikh-Wissenschaft. Mohinder Singh Gosal, Präsident der Federation of Sikh Societies of Canada, war sogar der Ansicht, dass Oberoi Teil einer Anti-Sikh-Verschwörung sei. Letztendlich führte diese Kontroverse zu der Entlassung Oberois aus dem Lehrstuhl für Sikh Studies.

## Erhaltene Auszeichnungen
- J. G. Crawford Prize
- Best First Book, American Academy of Religions
- Killam Research Prize
- Killam Research Fellowship[2]

## Publikationen (Auswahl)
- The construction of religious boundaries. Culture, Identity, and Diversity in the Sikh Tradition. Oxford University Press, 1994.
- Translating History into Theory. In: Aakash Singh und Silika Mohapatra (Hrsg.): Indian Political Theory. Routledge, 2009.
- Unpacking Lord Macaulay’s Library. In: Biblio. Band 13, 2008.
- What has a whale got to do with it? A tale of pogroms and biblical allegories. In: C. Shackle, G. Singh und A. Mandair (Hrsg.): Sikh Religion, Culture and Ethnicity. Curzon, London 2001.

## Weiterführende Literatur
- Darshan Singh: Sikhism issues and institutiones. New Delhi 1996, S. 71–90.